# 진정아
진정아(1979년 ~ )는 대한민국의 가수이다.

## 학력
- 용성초등학교 졸업
- 남원한빛중학교 졸업
- 남원제일고등학교 졸업

## 경력
- 사단법인 비무예술단 홍보실장 전국 순회공연
- 작가 최명희 선생님의 "혼불"문학관 홍보대사
- 남원시 주민센터 노래교실 강사
- 남원시 "함박웃음" 주부합창단 창설 및 지위
- 코스모스 봉사단 남원지사 이사위촉

## 데뷔
- 2016년 EP 앨범 '당신만이'

## 음반
- 2018년 사랑의 종소리
- 2016년 당신만이 / 서방님

## 수상
- 흥부가요제 대상 수상
- 인천 대중가요제 대상 수상
- 전국노래자랑 대상 수상
- 서울 연예일보사 주최 신인가수 대상
- 전라북도지사 봉사부분 감사패 수상
- 위대한 한국인 100인 대상 신인 가수상 수상
- 대한노래지도자협회 여자신인가수대상 수상
- 가요TV 신인가수상 수상
- 쇼성인가요베스트 우수가수상 수상